# Tomáš Wágner
Tomáš Wágner (ur. 6 marca 1990 w Pradze) – czeski piłkarz grający na pozycji środkowego napastnika.